# San Xoán de Río
San Xoán de Río è un comune spagnolo di 932 abitanti situato nella comunità autonoma della Galizia.